# Zuidwester (hoofddeksel)

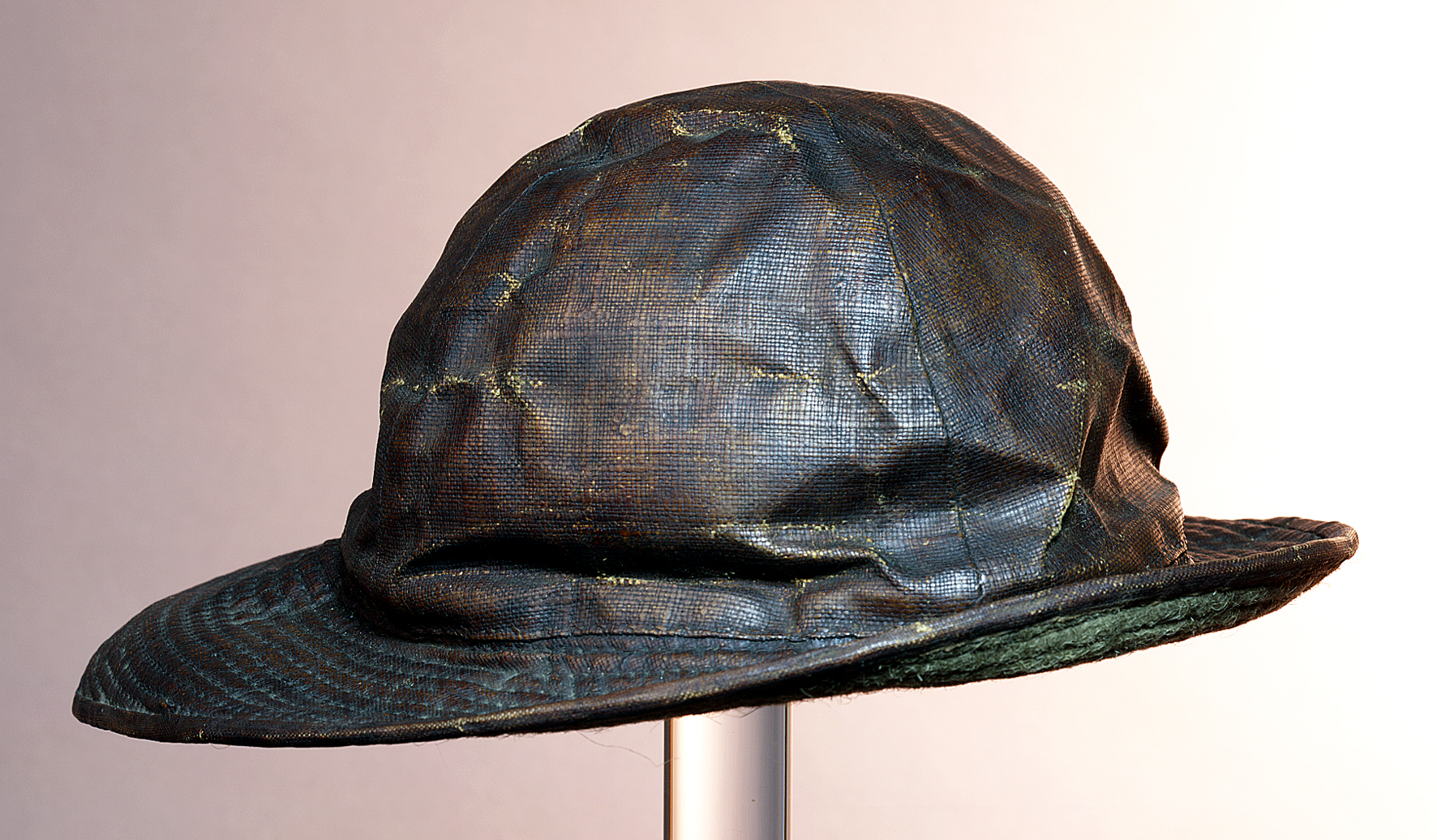
Zuidwester

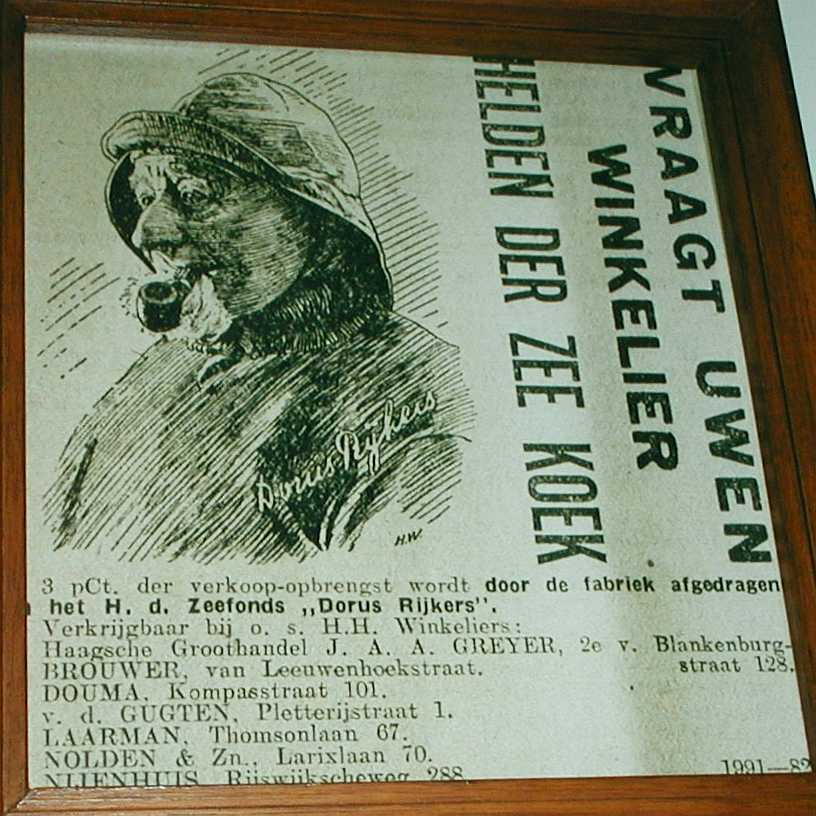
Dorus Rijkers met zuidwester

Een zuidwester is een hoofddeksel dat door schippers en andere zeevarenden werd en wordt gedragen, om zich te beschermen tegen wind, neerslag, opspattend zeewater en koude. Het is een hoed met brede randen, die aan de achterkant ver doorlopen, om zo het water af te voeren zonder dat het tussen de nek en de kraag van de jas loopt. Het materiaal waarvan de zuidwester doorgaans is gemaakt, heet oliegoed. Dit heeft waterafstotende eigenschappen die het geschikt maken voor beschermende kleding.

## Trivia
- Freek de Jonge voerde in Neerlands Hoop in Bange Dagen iemand ten tonele die wegens noordwesterstorm zijn zuidwester achterstevoren had opgezet.